# زواج الأطفال في الكاميرون
في 2017 في الكاميرون، 31% من الفتيات تم تزويجهن قبل الثامنة عشر، و10% تم تزويجهن قبل الخامسة عشر.
أكثر من واحدة من كل ثلاث فتيات في الكاميرون يتم تزويجها قبل الثامنة عشر. وعلى الأرجح يصبحن حوامل في سن المراهقة، وبالتالي يصبحن أكثر عرضة للإساءة.
إن زواج الأطفال أكثر شيوعًا في الجزء الشمالي من الدولة، حيث ثلاثة أرباع النساء بين العشرين والتاسع والعشرين تم تزويجهن قبل السادسة عشر. تسود الظاهرة بشدة شمال الكاميرون، حيث 79% من الفتيات يتزوجن مبكرًا. معظم فتيات الشمال يتزوجن رجالًا أكبر سنًا بكثير، في حين تكون الفتاة نفسها في العاشرة أو الحادية عشر. وذلك وفقًا لإحصاءات برنامج الصحة والسكان.
إن فتيات الكاميرون معرضات للزواج المبكر لأن العادات الثقافية والاجتماعية تنص على تزويج الفتيات أبكر من الفتيان. ويجب عليهن القيام بالواجبات المنزلية مثل الطبخ وإحضار الماء والتنظيف.
أكثر من نصف فتيات الكاميرون غير المتعلمات متزوجات بالفعل.

## القانون والسياسات
صدر قانون عقوبات جديد يهدف إلى إنهاء ضرر الزواج المبكر، فنص على تجريم الزواج الإجباري. من يجبر شخصًا على الزواج سيحصل على عقوبة تتراوح من خمس إلى عشر سنوات وعلى غرامة تتراوح بين 25 ألف ومليون فرنك إفريقي إذا كانت الضحية تحت سن الثامنة عشر، لن تقل العقوبة عن عامين سجن مهما كانت الظروف.